# Liège-Bastogne-Liège 1909
La 5e édition de la course cycliste Liège-Bastogne-Liège a eu lieu le 16 mai 1909 et a été remportée par le Belge Victor Fastre. Il reste à 18 ans et 362 jours le plus jeune vainqueur de l'histoire sur une grande classique.
Il est à noter que seul des coureurs belges ont disputé cette édition.

## Classement final
| \| 1. Victor Fastre \| Belgique \| en \| 8 h 21 min 00 s \| \| 2. Eugène Charlier \| Belgique \| \| 0 s \| \| 3. Paul Deman \| Belgique \| \| 0 s \| \| 4. Félicien Salmon \| Belgique \| \| 0 s \| \| 5. Hector Tiberghien \| Belgique \| \| 0 s \| \| 6. Charles Deruyter \| Belgique \| \| 0 s \| \| 7. Arthur Geoffroy \| Belgique \| \| 0 s \| \| 8. Aimé Behaeghe \| Belgique \| \| 0 s \| \| 9. Joseph Matagne \| Belgique \| à \| 1 min 30 s \| \| 10. Jacques Coomans \| Belgique \| \| 1 min 30 s \| |          |    |                 |
| 1. Victor Fastre | Belgique | en | 8 h 21 min 00 s |
| 2. Eugène Charlier | Belgique |    | 0 s             |
| 3. Paul Deman | Belgique |    | 0 s             |
| 4. Félicien Salmon | Belgique |    | 0 s             |
| 5. Hector Tiberghien | Belgique |    | 0 s             |
| 6. Charles Deruyter | Belgique |    | 0 s             |
| 7. Arthur Geoffroy | Belgique |    | 0 s             |
| 8. Aimé Behaeghe | Belgique |    | 0 s             |
| 9. Joseph Matagne | Belgique | à  | 1 min 30 s      |
| 10. Jacques Coomans | Belgique |    | 1 min 30 s      |